# Matt LeBlanc
Matt LeBlanc, właśc. Matthew Steven LeBlanc (ur. 25 lipca 1967 w Newton) – amerykański aktor, komik i producent telewizyjny. Występował w roli Joeya Tribbianiego w sitcomach: Przyjaciele (1994–2004) i Joey (2004–2006), trzykrotnie nominowany do nagrody Emmy za występ w Przyjaciołach i trzy kolejne nominacje otrzymał za rolę w serialu Odcinki.

## Życiorys

### Wczesne lata
Urodził się w Newton w stanie Massachusetts jako syn mechanika Paula LeBlanca i menedżerki Patricii Grossman. Jego rodzina była pochodzenia irlandzkiego, angielskiego, holenderskiego i francuskiego. Jako dziecko marzył o karierze zawodowego kierowcy motocyklowego. W wieku ośmiu lat otrzymał swój pierwszy motor i zaczął startować w amatorskich wyścigach motocyklowych. Jednak po poważnym wypadku na motorze, matka zabroniła mu uprawiania tej dyscypliny sportu. Następnie zajął się więc stolarstwem i studiował w Wentworth Institute of Technology w Bostonie. Jednak praca cieśli nie odpowiadała mu w ogóle, więc po ukończeniu szkoły średniej Newton North High School (1985) poszedł za radą swojego przyjaciela i został modelem.

### Kariera
W 1984, w wieku 17 lat, wyjechał do Nowego Jorku i tam zaczął występować w reklamach telewizyjnych, w tym ketchupu Heinz (otrzymał nagrodę w 1987 roku na Festiwalu Filmowym w Cannes), dżinsów Levi’s, Coca-Coli i chipsów Doritos. Na kinowym ekranie pojawił się w dreszczowcu kryminalnym Roberta Towne’a Tequila Sunrise (1988) z Melem Gibsonem, Michelle Pfeiffer, Kurtem Russellem i Raúlem Juliá. Wkrótce otrzymał jedną z głównych ról Chucka Bendera w serialu CBS TV 101 (1988–89) i przeniósł się do Los Angeles.
Po występie w filmie kryminalnym Lookin' Italian (1994) u boku Jaya Acovone i Denise Richards, dostał się do sitcomu NBC Przyjaciele (Friends, 1994), gdzie grał rolę Joeya Tribbianiego, która przyniosła mu popularność i nagrody Gildii Aktorów Ekranowych (1995) i Teen Choice Awards (2002). W sitcomie spin-off NBC Joey (2004–2006) ponownie wystąpił w roli Joeya Tribbianiego, za którą odebrał People’s Choice Award (2005).
Wystąpił w filmach: Małpa na boisku (Ed, 1996), Zagubieni w kosmosie (Lost in Space, 1998), Aniołki Charliego (Charlie’s Angels, 2000) i Szpiedzy tacy jak oni (All the Queen’s Men, 2001), dwóch teledyskach zespołu Bon Jovi: „Miracle” (1990) z westernu Młode strzelby II i „Say It Isn’t So” (2000), a także wideoklipach: Alanis Morissette „Walk Away” (1991), Tom Petty and the Heartbreakers „Into the Great Wide Open” (1991) i Boba Segera „Night Moves” (1994).
W 2011 LeBlanc rozpoczął pracę na planie serialu BBC Two/Showtime Odcinki (Episodes), gdzie gra fikcyjną wersję samego siebie i zdobył Złoty Glob dla najlepszego aktora w serialu komediowym lub musicalu (2012).
W latach 2016–2019 prowadził program BBC Top Gear.

## Życie prywatne
W listopadzie 1998 zaręczył się z Melissą McKnight. Para pobrała się 3 maja 2003. Po trzech latach wzięli rozwód. Mają córkę Marinę Pearl (ur. 8 lutego 2004). Spotykał się z Andreą Anders (2006–2015).

## Filmografia

### Filmy fabularne
- 1993: Dotyk przeznaczenia (The Killing Box) jako Terhune
- 1993: Dzika Orchidea 3 – „Pamiętnik” (Red Shoe Diaries 3: Another Woman's Lipstick ) jako Kyle („Just Like That”)
- 1994: Reform School Girl jako Vince
- 1996: Małpa na boisku (Ed) jako Jack Cooper
- 1997: Pamiętnik Czerwonego Pantofelka (Red Shoe Diaries 7: Burning Up) jako Jed („Kidnap”)
- 1998: Lookin' Italian jako Anthony Manetti
- 1998: Zagubieni w kosmosie (Lost in Space) jako major Don West
- 2000: Aniołki Charliego (Charlie’s Angels) jako Jason Gibbons
- 2001: Szpiedzy tacy jak oni (All the Queen’s Men) jako Steven O’Rourke
- 2003: Aniołki Charliego: Zawrotna szybkość (Charlie’s Angels: Full Throttle) jako Jason Gibbons

### Seriale TV
- 1988–89: TV 101 jako Chuck Bender
- 1989: Just the Ten of Us jako Todd Murphy
- 1990: Monsters jako Tommy
- 1991: Świat według Bundych (Married... with Children) jako Vinnie Verducci
- 1992: Pamiętnik Czerwonego Pantofelka (Red Shoe Diaries) jako brat Toma
- 1993: Dzika Orchidea 3 – „Pamiętnik” (Red Shoe Diaries 3: Another Woman's Lipstick ) jako Kyle
- 1993: Class of '96 jako Frank
- 1997: Pamiętnik Czerwonego Pantofelka (Red Shoe Diaries) jako brat Toma
- 1994–2004: Przyjaciele (Friends) jako Joey Tribbiani
- 2004–2006: Joey jako Joey Tribbiani
- 2011: Odcinki (Episodes) jako Matt LeBlanc
- 2013: Web Therapy jako Nick Jericho
- 2016–2019: Top Gear
- 2016–2020: Man with a Plan jako Adam Burns